# Далекосхідна АЕС
Далекосхідна атомна електростанція (рос. Дальневосточная АЭС, ДАЭС) — планована атомна електростанція в колишньому Радянському Союзі та сучасній Росії. Вона мала розташуватися на березі озера Еворон біля села Сонячний. Електростанція передбачалася в першу чергу для забезпечення електроенергією Комсомольська-на-Амурі, розташованого за 90 кілометрів, а також міста Хабаровська, яке знаходилося за 350 кілометрів від місця запланованої електростанції.

## Історія та технічна інформація

### Початки
Планування будівництва атомної електростанції на Далекому Сході на озері Еворон почалися наприкінці 1950-х років. У 1970-х — на початку 1980-х років були розроблені проєкти двох атомних електростанцій, які уряд СРСР включив до програм економічного розвитку області. Електростанція мала мати два або чотири реактори невизначеного типу. Однак план будівництва атомної електростанції викликав занепокоєння у місцевого населення, яке рішуче виступило проти цього проєкту, а між 1988 і 1989 роками навіть була створена петиція проти будівництва. Планування електростанції було призупинено на початку 1990-х років через розпад Радянського Союзу та наступну економічну кризу.

### Сучасне планування
Лише на початку 21 століття знову заговорили про відновлення планів будівництва електростанції поблизу села Сонячного. Вже тоді передбачалося будівництво двох-чотирьох реакторів типу ВВЕР-1000/392 з метою запуску першого з них уже в 2009 році. Будівництво та подальша експлуатація АЕС могла забезпечити до 5 тисяч робочих місць в області та інших роботах, які прямо чи опосередковано пов'язані з будівництвом.
У 2022 році гендиректор російської держкорпорації «Росатом» Олексій Ліхачов заявив, що АЕС можуть побудувати на Далекому Сході у 2030-х роках. Це вторинний план після заміни існуючих застарілих реакторів РБМК в Росії більш сучасними реакторами ВВЕР.

## Інформація про реактори
| Реактор        | Тип реактора | Продуктивність | Продуктивність | Початок будівництва                   | Підключення до мережі                 | Введення в експлуатацію               | Закриття |
| Реактор        | Тип реактора | Нетто          | Брутто         | Початок будівництва                   | Підключення до мережі                 | Введення в експлуатацію               | Закриття |
| -------------- | ------------ | -------------- | -------------- | ------------------------------------- | ------------------------------------- | ------------------------------------- | -------- |
| Далекий Схід-1 |              |                |                | Планування припинилося в 1990-х роках | Планування припинилося в 1990-х роках | Планування припинилося в 1990-х роках |          |
| Далекий Схід-2 |              |                |                | Планування припинилося в 1990-х роках | Планування припинилося в 1990-х роках | Планування припинилося в 1990-х роках |          |